# 스파치오 비탈레

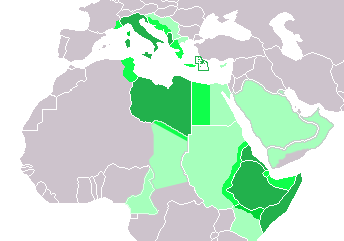
녹색과 짙은 연두색은 이탈리아가 확보한 최대 영역이고, 옅은 연두색을 포함한 영토까지 스파치오 비탈레 계획에 따른 이탈리아 제국이다.

스파치오 비탈레(이탈리아어: Spazio Vitale→생존권)는 이탈리아 파시즘의 영토 팽창 정책이었다.
이탈리아 파시즘의 정치 사상에서, 지리적 팽창주의는 "국경을 넘어 팽창할 필요를 충족시키기 위한, 강력한 통합 조직을 갗준 국가의 필수적 필요나, 팽창주의적 자극을 포함하는 지구의 한 부분"으로 정의된 스파치오 비탈레로 정당화되었다; 그리고 독일 민족사회주의의 레벤스라움과도 사상적으로 부합했다. 베니토 무솔리니가 발표했듯, 스파치오 비탈레의 식민 제국주의는 파시스트에 의해 계획된 유럽-아프리카 제국 수립 단계에서 정복지 주민들의 — 학살이 아니라 — 문화 동화를 필요로 했다.
민족주의의 한 형태로서, 스파치오 비탈레는 이탈리아의 인종을 정복지의 "한물간" 정치 체제를 대체하고, 원주민들을 파시스트 이탈리아의 식민지로 "문명화(이탈리아어: Civilise)"하기 위해 혁명적 파시즘 사상을 도입한 "우수 문명의 대리인이자 전달자"로 소개했다.
파시스트 사상가 주세페 보타이(Giuseppe Bottai)는 스파치오 비탈레의 역사적 사명은 고대 로마의 그것과 같으며, 새 로마(이탈리아 식민제국)는 "그들의 예술로 세상을 밝히고, 그들의 지식으로 가르치며, 그들의 통치 기술과 능력을 통해 새 영토에 튼튼한 국가 조직을 마련할 것"이라고 언급했다. 한때 로마의 지배를 받았던, 지배받는 사람들은 이탈리아 식민 제국 안에서 그들의 언어와 문화를 보존하는 것을 용인받을 것이었다.

## 계획된 영토 범위
스파치오 비탈레로 실현될 제국의 영토 확장은 대서양에서부터 인도양까지의, 지중해와 북아프리카를 포함할 것이었다. 이탈리아 파시즘의 생존권은 이탈리아인들만 거주하게 될 소권역(piccolo spazio)과, 이탈리아 식민 제국이 들어설 대권역(grande spazio) 두 부분으로 나뉠 것이었다.

## 같이 보기
- 대동아공영권
- 레벤스라움
- 명백한 운명